# Friedrich Wilhelm Berner
Friedrich Wilhelm Berner (Breslau, 16 de maig de 1780 - idm. 9 de maig de 1827) fou un organista i compositor alemany.
Als nou anys ja era un notable executant i començà a estudiar l'harmonia i el contrapunt. Als vint-i-quatre anys havia popularitzat el seu nom sobretot com improvisador. Perfeccionà els seus estudis amb Weber i es preocupà de la fundació de societats musicals en la Silèsia, motiu pel qual marxà vers Berlín amb l'objecte d'estudiar l'organització de l'escola de cant dirigida pel cèlebre Zeiter. Al retornar a Breslau fou nomenat organista de Santa Isabel i director de música del seminari. Es dedicà amb verdader èxit a l'ensenyança, deixant alumnes tan notables com Hesse, considerat com un dels primers organistes d'Alemanya.
A més fou un compositor distingit d'un estil impecable, devent-se-li obres per a piano i altres instruments, himnes, motets, salms, cantates i diverses obres didàctiques.